# Ryan Hollingshead
Ryan Hollingshead est un joueur américain de soccer né le 16 avril 1991 à Sacramento. Il évolue au poste de défenseur au Los Angeles FC en MLS.

## Biographie
Après une carrière honorable en NCAA, Hollingshead est repêché en vingtième position lors de la MLS SuperDraft 2013 par le FC Dallas. Malgré une offre de Dallas, Hollingshead refuse de passer professionnel. Il aide à la construction d'une église à Sacramento et devient volontaire dans un orphelinat en Haïti. Il signe finalement avec le club texan le 9 décembre 2013.
Auteur d'une carrière de huit saisons avec le FC Dallas, Hollingshead est finalement échangé au Los Angeles FC contre Marco Farfan le 10 février 2022, à l'aube de la saison 2022,. Au terme de ce premier exercice abouti, il décroche avec son équipe le Supporters' Shield 2022 avant de remporter la première Coupe MLS de l'histoire de la franchise en 2022. Néanmoins, le 15 novembre 2022, son contrat n'est pas renouvelé par le Los Angeles FC. Seulement deux jours plus tard, il signe un nouveau contrat de trois ans avec la franchise angeline.

## Palmarès
FC Dallas
- Vainqueur de la Coupe des États-Unis en 2016
- Vainqueur du Supporters' Shield en 2016

 Los Angeles FC
- Vainqueur de la Coupe MLS en 2022
- Vainqueur du Supporters' Shield en 2022

## Statistiques
| Saison                | Club                  | Championnat           | Championnat | Championnat | Coupe(s) nationale(s) | Coupe(s) nationale(s) | Compétition(s) continentale(s) | Compétition(s) continentale(s) | Compétition(s) continentale(s) | Séries | Séries | Total | Total |
| Saison                | Club                  | Division              | M.          | B.          | M.                    | B.                    | Comp.                          | M.                             | B.                             | M.     | B.     | M.    | B.    |
| 2014                  | FC Dallas             | MLS                   | 11          | 0           | 1                     | 0                     | -                              | -                              | -                              | 1      | 0      | 13    | 0     |
| 2015                  | FC Dallas             | MLS                   | 33          | 2           | 2                     | 0                     | -                              | -                              | -                              | 4      | 1      | 39    | 3     |
| 2016                  | FC Dallas             | MLS                   | 29          | 2           | 3                     | 0                     | LCC                            | 4                              | 0                              | 2      | 0      | 38    | 2     |
| 2017                  | FC Dallas             | MLS                   | 18          | 0           | 3                     | 1                     | -                              | -                              | -                              | -      | -      | 21    | 1     |
| 2018                  | FC Dallas             | MLS                   | 18          | 1           | 1                     | 0                     | LCC                            | 2                              | 0                              | 1      | 0      | 22    | 1     |
| 2019                  | FC Dallas             | MLS                   | 34          | 6           | 2                     | 0                     | -                              | -                              | -                              | 1      | 0      | 37    | 6     |
| 2020                  | FC Dallas             | MLS                   | 20          | 4           | -                     | -                     | -                              | -                              | -                              | 2      | 0      | 22    | 4     |
| 2021                  | FC Dallas             | MLS                   | 30          | 3           | -                     | -                     | -                              | -                              | -                              | -      | -      | 30    | 3     |
| Sous-total            | Sous-total            | Sous-total            | 193         | 18          | 12                    | 1                     | -                              | 6                              | 0                              | 11     | 1      | 222   | 20    |
| 2022                  | Los Angeles FC        | MLS                   | 30          | 6           | 3                     | 1                     | -                              | -                              | -                              | 3      | 0      | 36    | 7     |
| 2023                  | Los Angeles FC        | MLS                   | 0           | 0           | 0                     | 0                     | -                              | -                              | -                              | -      | -      | 0     | 0     |
| Total sur la carrière | Total sur la carrière | Total sur la carrière | 223         | 24          | 15                    | 2                     | -                              | 6                              | 0                              | 14     | 1      | 258   | 27    |